# Cremersia spinosissima
Cremersia spinosissima är en tvåvingeart som beskrevs av Borgmeier 1925. Cremersia spinosissima ingår i släktet Cremersia och familjen puckelflugor. Inga underarter finns listade i Catalogue of Life.